# Kathinka Dittrich van Weringh
Kathinka Dittrich van Weringh (geborene Weiss; * 1941) ist eine deutsche Kulturpolitikerin.
Dittrich van Weringh studierte in Heidelberg, Hamburg, Manchester und München Geschichte, Anglistik und Politikwissenschaft und schloss ihr Studium 1966 ab. 
Ab 1967 war sie beim Goethe-Institut beschäftigt, unter anderem in Barcelona, New York sowie als Leiterin des Goethe-Instituts in Amsterdam. Dort war sie ab 1979 (1981–1986 als Leiterin) zu einer Zeit, als es noch immer Spannungen in den deutsch-niederländischen Beziehungen gab. Sie veranstaltete Konferenzen zu den deutsch-niederländischen Beziehungen im 20. Jahrhundert und organisierte die „epochale“ Ausstellung Berlĳn-Amsterdam 1920-1940: wisselwerkingen. In Amsterdam promovierte sie 1987 mit einer Arbeit unter dem Titel Der niederländische Spielfilm der dreissiger Jahre und die deutsche Filmemigration. Ein Angebot, Direktorin des nationalen Filmmuseums der Niederlande zu werden, lehnte sie zugunsten des Goethe-Instituts ab.
Nach dem Ende der Sowjetunion leitete sie von 1991 bis 1994 als Direktorin die maßgeblich von ihr mitgegründete Niederlassung des Instituts in Moskau. Von 1975 bis 1994 veröffentlichte sie außerdem regelmäßig im Börsenblatt für den deutschen Buchhandel. 
In den Jahren 1994 bis 1998 hatte sie das Amt der Kulturdezernentin der Stadt Köln inne, von dem sie unter anderem wegen einer aus ihrer Sicht unberechenbaren Budgetpolitik der Stadt vorzeitig zurücktrat. Auf ihre Amtszeit gehen das Kölner Literaturhaus sowie die Museums- und Theaternacht in Köln zurück.
Seit 1998 war sie als freiberufliche Kulturberaterin tätig.
1995 wurde ihr für ihre Verdienste um den deutsch-russischen Kulturaustausch der Aleksandr-Men-Preis verliehen.
2003 bis 2007 war sie wieder in Amsterdam, im Vorstand der Europäischen Kulturstiftung. Ein Schwerpunktthema dieser Zeit war die europäische Kulturaußenpolitik.
Beim cinefest – Internationales Festival des deutschen Film-Erbes 2020 wurde sie für ihre Verdienste um das deutsche Filmerbe mit dem Reinhold Schünzel-Preis ausgezeichnet.

## Veröffentlichungen (Auswahl)
- Der niederländische Spielfilm der Dreißiger Jahre und die deutsche Filmemigration. Rodopi, Amsterdam 1987. (Amsterdamer Publikationen zur Sprache und Literatur, Bd. 69), 136 Seiten, ISBN 90-6203-868-9
- Abenteuer Moskau. Kiepenheuer und Witsch, Köln 1995, ISBN 978-3-462-02435-7.
- Wann vergeht Vergangenheit? Autobiografie. Verlag Dittrich. Weilerswist-Metternich 2017, 624 Seiten, ISBN 978-3-943941-77-7
- als Herausgeberin in Zusammenarbeit mit Lars Peter Schmidt: Friedrich-Werner Graf von der Schulenburg. Diplomat und Widerstandskämpfer. Konrad-Adenauer-Stiftung, Auslandsbüro Moskau, 2012.